# 서부주 (파푸아뉴기니)

서부주의 깃발

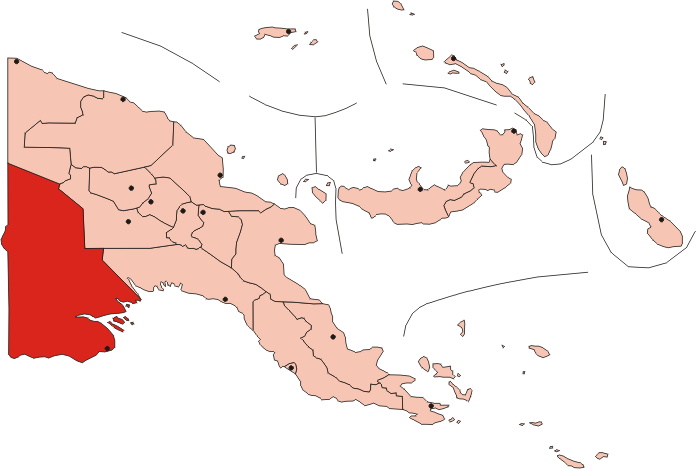
서부주

서부주(Western) 또는 플라이리버주(Fly River)는 파푸아뉴기니 서남부에 위치한 주로 인도네시아 파푸아주와 경계를 맞닿아 있다. 주도는 다루(다루 섬에 위치함)이며 면적은 99,300km2, 인구는 201,351명(2011년 기준)이다. 파푸아뉴기니에서 가장 넓은 주이며 플라이강과 그 지류들, 스트리크랜드강, 옥테디강을 비롯한 여러 넓은 강들이 흐르고 있으며 파푸아뉴기니에서 가장 큰 호수인 머리호가 위치한다.
주 정부는 부건빌 자치주(북솔로몬주), 심부주, 오로주(북부주) 등이 그리했던 것처럼 공식 명칭을 플라이리버주로 변경하려 했지만 각 주의 이름들이 파푸아뉴기니 헌법에 명시되어 있어 공식적인 변경을 위해서는 헌법을 개정해야 하는 관계로 현재까지 플라이리버주라는 이름은 비공식 명칭으로 남아 있다. 그렇지만 주 정부는 현재까지도 플라이리버주라는 이름을 사용하고 있다.